# Сотчемпола
Сотчемпола (Сочон-Пола) — река в России, протекает на северо-западе Удорского района Республики Коми. Правый приток реки Зырянская Ежуга.
Длина реки составляет 15 км.
Течёт по лесной болотистой местности. Генеральным направлением течения является север — северо-восток. Впадает в Зырянскую Ежугу на высоте 46 м над уровнем моря. Крупнейший приток — Сотчемполачаль.

## Данные водного реестра
По данным государственного водного реестра России относится к Двинско-Печорскому бассейновому округу, водохозяйственный участок реки — Мезень от истока до водомерного поста у деревни Малонисогорская. Речной бассейн реки — Мезень.
Код объекта в государственном водном реестре — 03030000112103000048068.